# Slaget om Starobilsk
Slaget om Starobilsk var en militär sammandrabbning som pågick mellan 25 februari 2022 och 2 mars 2022 under inledningen av under Rysslands invasion av Ukraina.

## Slaget
De första sammandrabbningarna nära Starobilsk rapporterades den 24 februari 2022. Den 25 februari 2022 hävdade Ukrainas försvarsmakt att de besegrat en kolumn av ryska soldater som var på väg att korsa floden Aidar.
Staden skadades kraftigt av ryskt artilleribombardemang i slutet av februari för att sedan intas av ryskt pansar den 1 och 2 mars.